# Mikhaïlov (oblast de Riazan)
Pour les articles homonymes, voir Mikhaïlov.
Mikhaïlov (en russe : Михайлов) est une ville de l'oblast de Riazan, en Russie, et le centre administratif du raïon Mikhaïlovski. Sa population s'élevait à 11 267 habitants en 2013.

## Géographie
Mikhaïlov est arrosée par la rivière Pronia et se trouve à 61 km au sud-ouest de Riazan et à 193 km au sud-sud-est de Moscou.

## Histoire
Mikhaïlov a été mentionné pour la première fois en 1546 parmi d'autres villages fortifiés à la périphérie de l'état moscovite. Il était habité par des fabricants de canons et des charpentiers, qui formaient des villages (slobodas) autour de la ville. En 1618, Mikhaïlov résista à une dizaine de jours de siège par l'armée polonaise. En 1708, la ville fut incorporée au gouvernement de Moscou, et plus tard au gouvernement de Riazan.

## Population
Recensements (*) ou estimations de la population
| 1856  | 1897* | 1913  | 1926*  | 1959* | 1970*  |
| ----- | ----- | ----- | ------ | ----- | ------ |
| 4 500 | 9 162 | 9 500 | 11 700 | 7 693 | 14 198 |

| 1979*  | 1989*  | 2002*  | 2010*  | 2012   | 2013   |
| ------ | ------ | ------ | ------ | ------ | ------ |
| 14 158 | 15 302 | 13 295 | 11 784 | 11 538 | 11 267 |

## Transports
Elle est reliée à Riazan et à Toula par la route fédérale R132.